# Jakub Bosagi
Jakub Bosagi CMV (* 30. September 1808 in Ankara, Osmanisches Reich; † 1. Oktober 1883) war ein armenisch-katholischer Ordensgeistlicher und Generalabt der Mechitaristen von Wien.

## Leben
Jakub Bosagi trat der Ordensgemeinschaft der Mechitaristen von Wien bei und empfing am 22. Dezember 1829 das Sakrament der Priesterweihe.
Am 16. August 1855 wurde Bosagi Generalabt der Mechitaristen von Wien. Papst Pius IX. ernannte ihn am 11. September 1855 zum Titularerzbischof von Caesarea in Palaestina. Der Erzbischof von Wien, Joseph Othmar von Rauscher, spendete ihm am 4. November desselben Jahres in der Mechitaristenkirche in Wien die Bischofsweihe; Mitkonsekratoren waren der Weihbischof in Wien, Franz Xaver Zenner, und der Apostolische Vikar der k. k. Heere, Johann Michael Leonhard.
Bosagi nahm am Ersten Vatikanischen Konzil teil.